# Giacomo Colombo (escultor)
Giacomo Colombo (Este, 1663–Nápoles, 1730 o 1731) fue un escultor, pintor y grabador italiano que trabajó en Nápoles, Italia a finales del siglo XVII y principios del siglo XVIII. 

## Biografía
Colombo nació en 1663 en Este, en la provincia italiana de Padua. Se trasladó a Nápoles con quince años, en en 1678 y según el cronista De Dominici estudió con Domenico di Nardo, un tallador de bustos-relicarios ahora poco conocido, pero los historiadores actuales lo dudan por la carencia de pruebas escritas.
Las esculturas de Colombo están realizadas fundamentalmente en mármol, madera policromada y estuco; produjo mayormente imaginería religiosa, algunos monumentos funerarios, y trabajos menores como figurillas de Belén y relieves decorativos en iglesias. También trabajó como grabador. Debido a su larga carrera, Colombo evolucionó de un estilo barroco propio de la Contrarreforma hacia el rococó. 
En 1688, Colombo trabajó, junto con el escultor Pietro de Barberis, en la iglesia napolitana de la Croce di Lucca, tallando un monumental órgano (hoy perdido), creando la decoración en estuco de los arcos de la nave y esculpiendo las pilas bautismales de mármol.
Organizó un activo taller que atendió encargos para todo el virreinato de Nápoles e incluso para la exportación a España. En 1698 se envió a Madrid un famoso Cristo atado a la columna, ahora conservado en la Catedral de la Almudena y citado entre sus mejores obras.
Entre 1703 y 1704, se le encargaron dos bajorrelieves en mármol para las tumbas de Anna Maria Arduino, princesa de Piombino en Messina, y su hijo Niccolò II Ludovisi en la iglesia de San Diego all'Ospedaletto en Nápoles.
En 1723 se le encargó por parte de la congregación del Santo y Real Hospital de Caridad de Cartagena (España) la creación de una Pietà, a instancias de Manuel Aurrich y Torres y Francisco Irsino, hermanos de la mencionada congregación, quienes de se desplazaron a Nápoles, volviendo con la imagen. La escultura se instaló en una capilla anexa al hospital, entonces situado en el centro de la ciudad, y poco después se construyó para ella una iglesia frente al mismo, templo en el que la imagen se situaba en un gran retablo de Nicolás de Rueda, realizado entre 1755 y 1767.

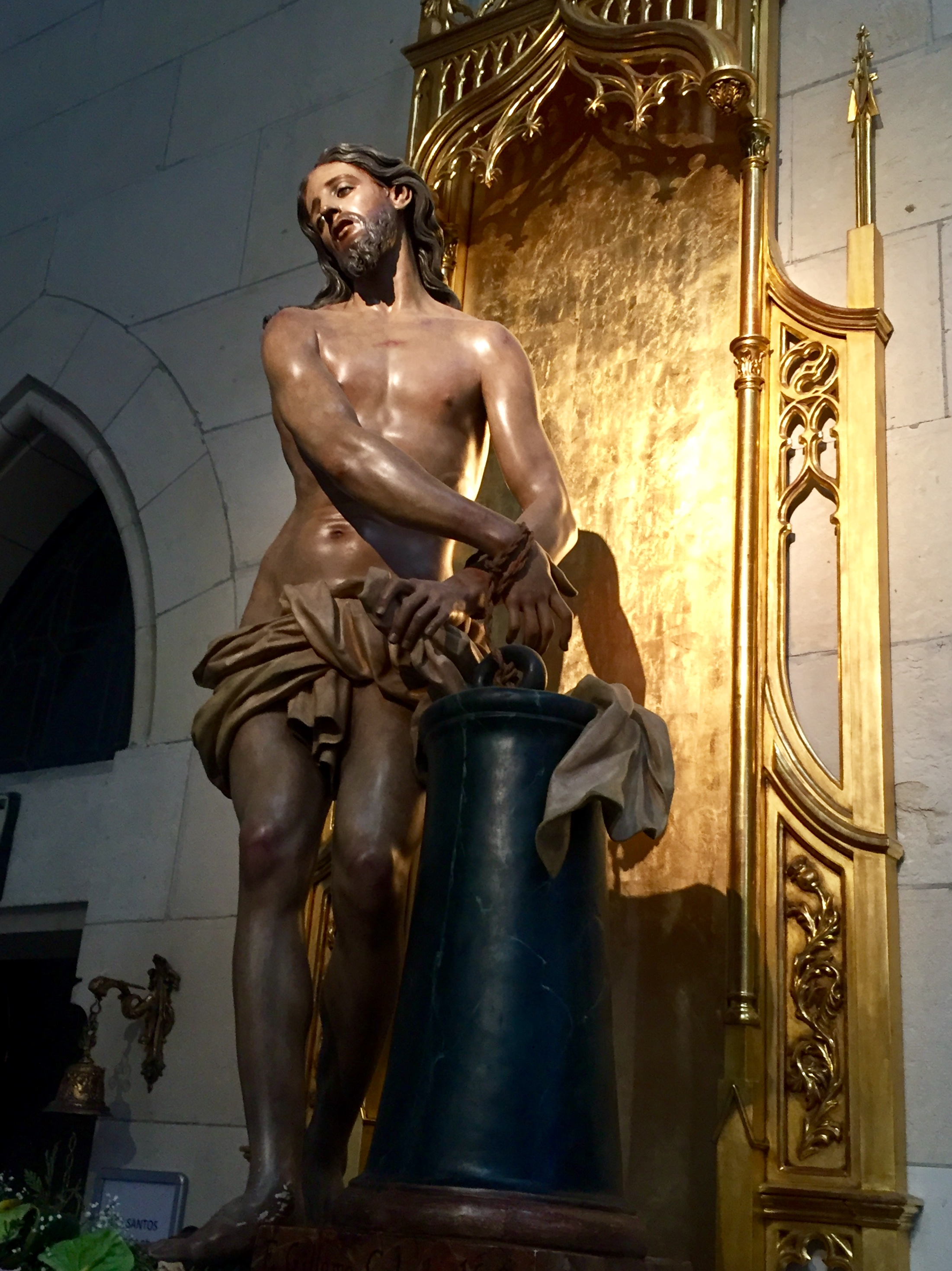
Cristo atado a la columna Catedral de la Almudena de Madrid.
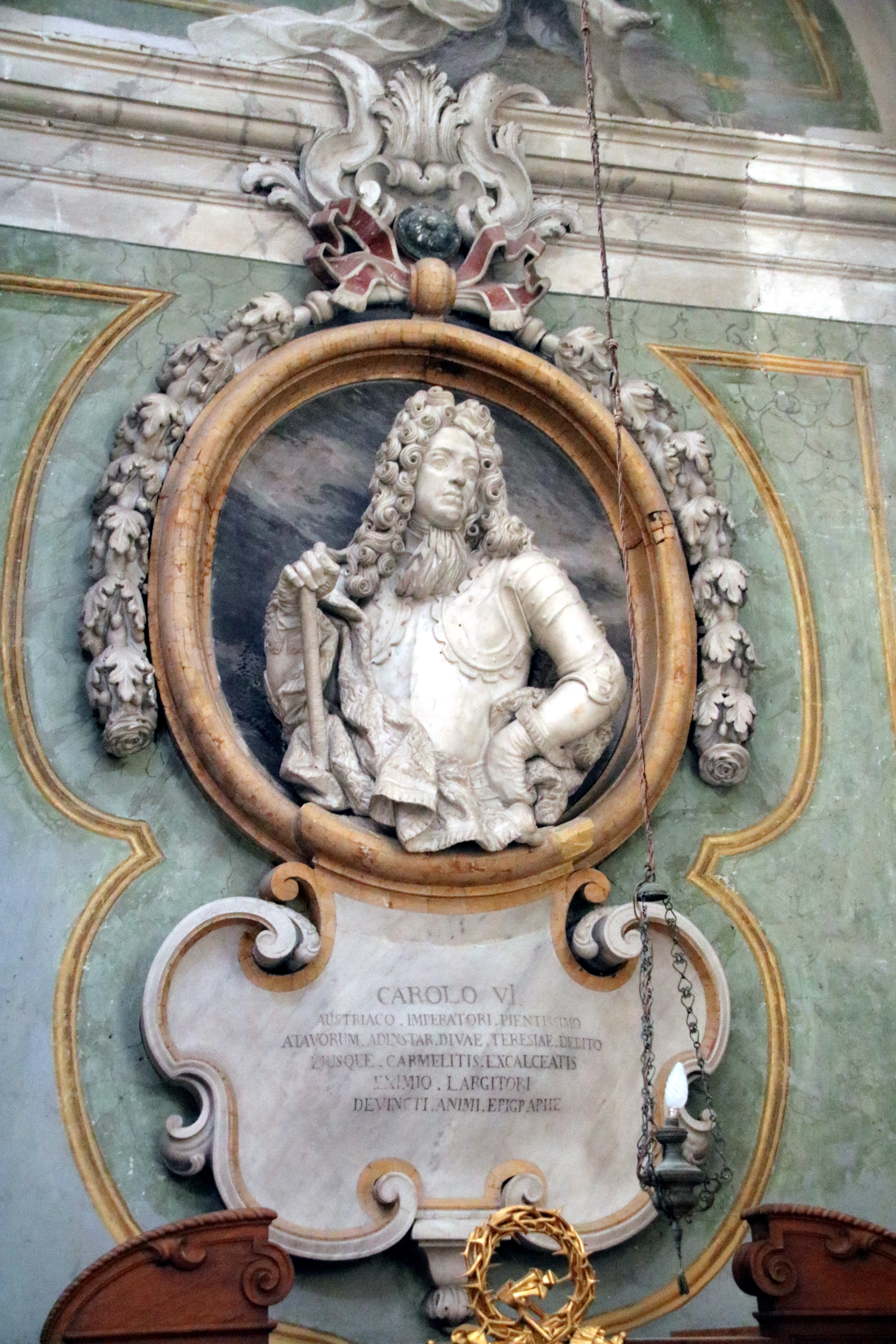
Busto del emperador Carlos VI de Austria, 1715, Iglesia de Santa Teresa degli Scalzi (Nápoles).
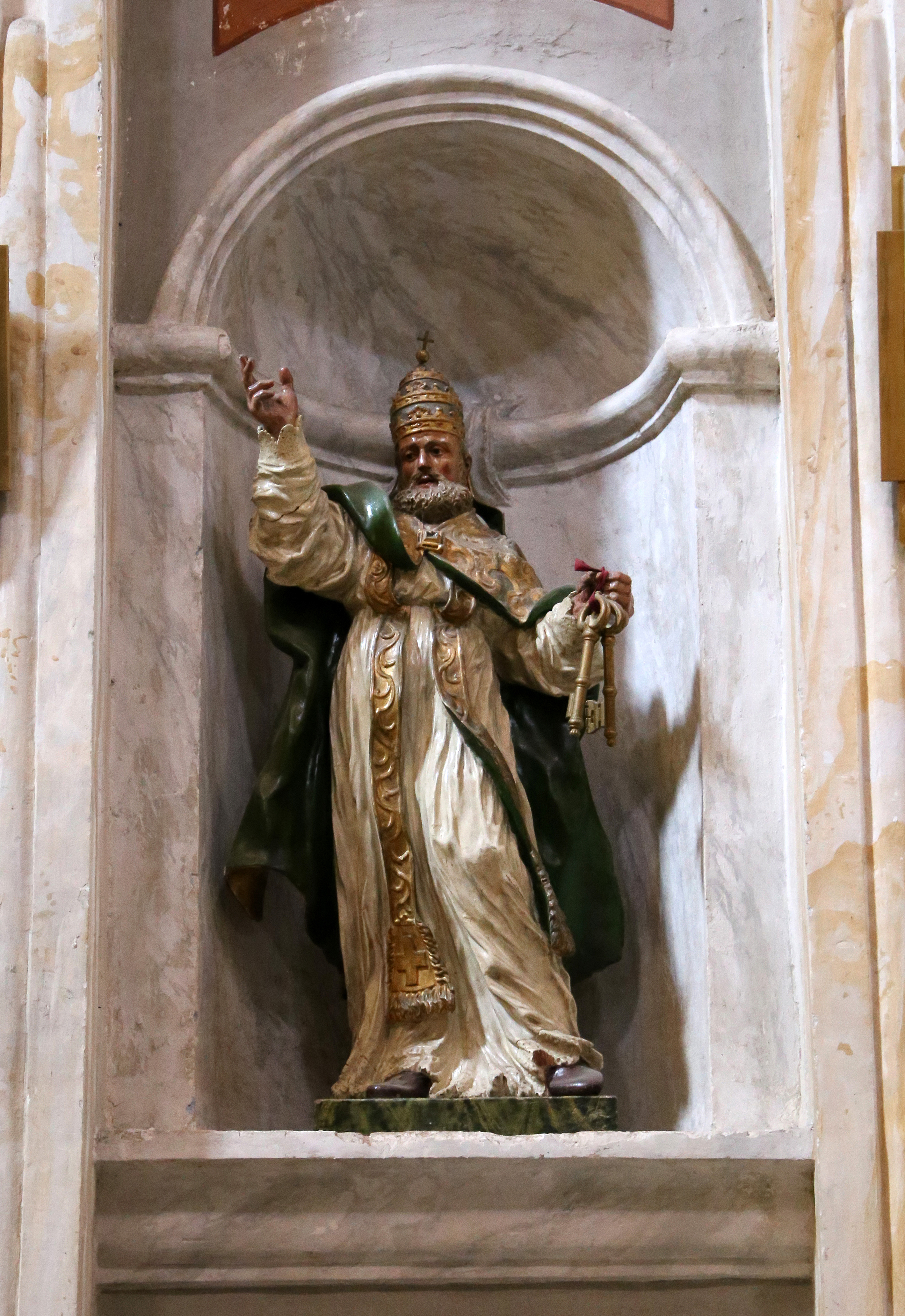
San Pedro, catedral de Oristán (Italia).
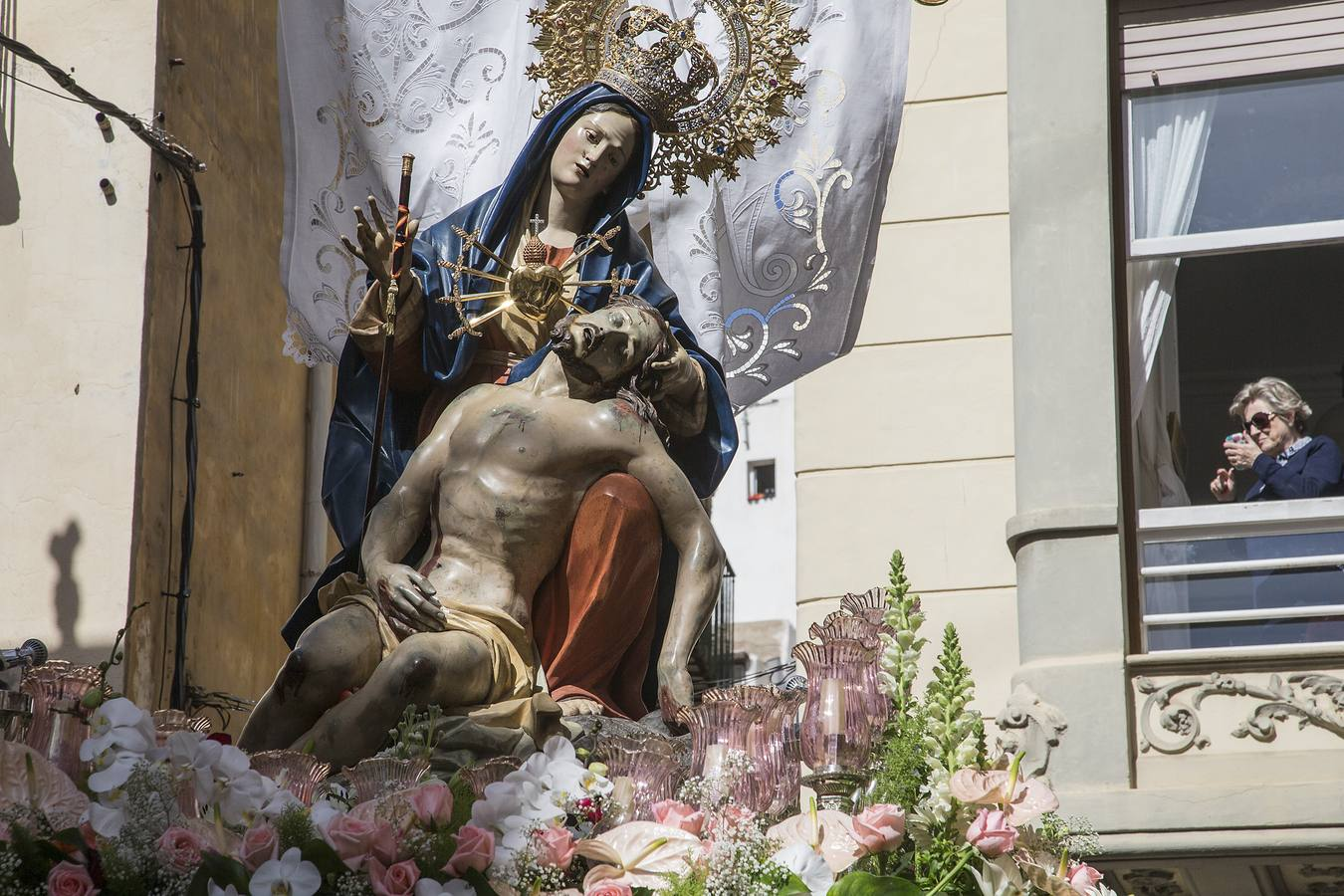
Virgen de la Caridad de Cartagena (España), obra de 1723.
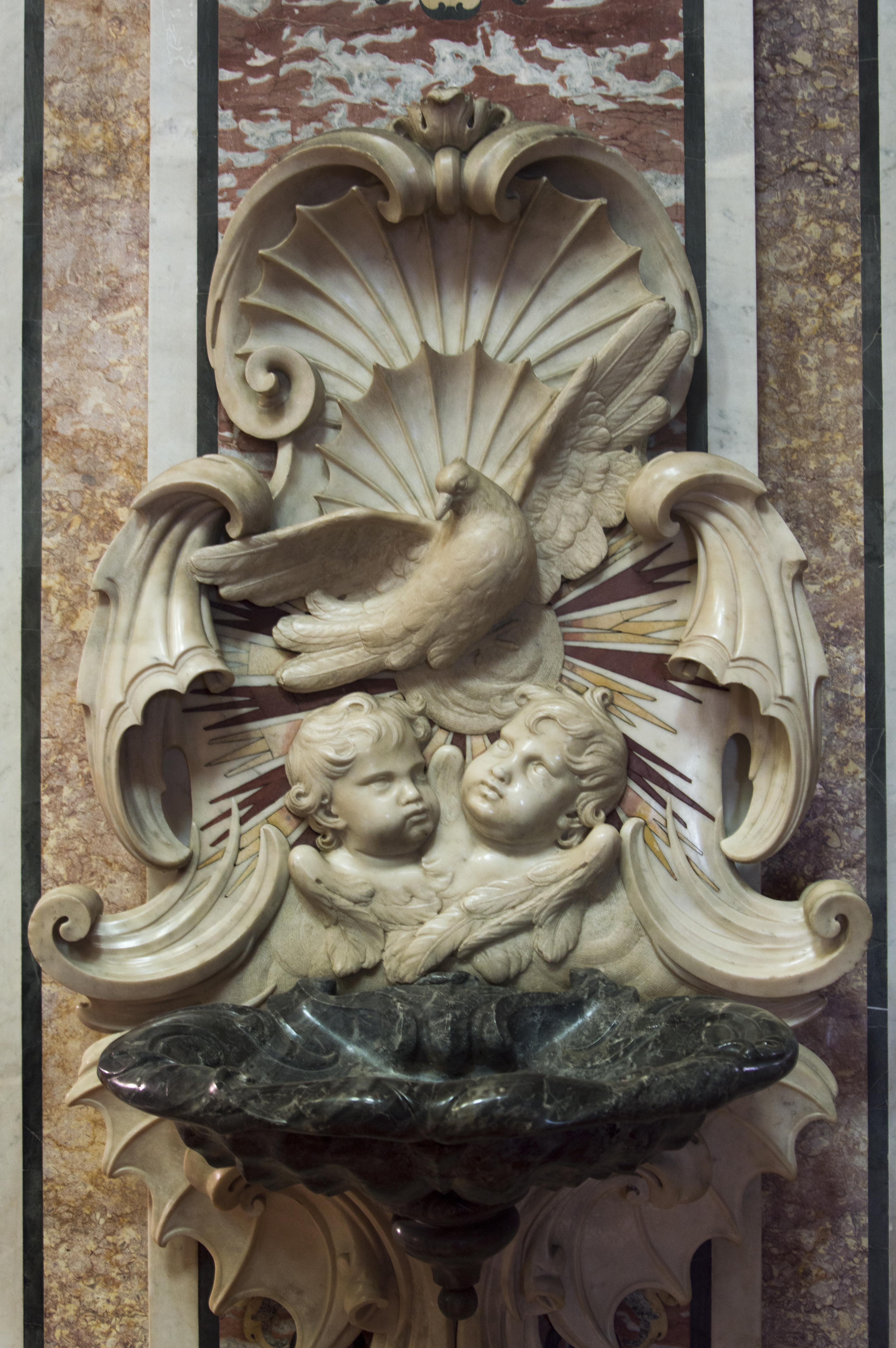
Pila de agua bendita en la iglesia napolitana de la Croce di Lucca

Pueden encontrarse otros trabajos de Colombo en la capilla de San Vincenzo en la iglesia de Santa Catalina a Formiello (1724-1726), en la iglesia de San Esteban de Capri (1691) o la iglesia de San Ginés de Madrid (1698), entre otros.
Murió en Nápoles 1730.